# Heguri no Matori
Heguri no Matori (平群真鳥 Bình Quần Chân Điểu) (? – 498) là đại thần thời Kofun mưu tính đoạt vị trong thời gian ngắn. Ông là con trai của đại thần tiền triều Heguri no Tsuka từng phụng sự Thiên hoàng Yūryaku và Thiên hoàng Ninken. Nhất là dưới thời Yūryaku, ông đã góp phần đưa toàn thể gia tộc Heguri bước vào thời kỳ hoàng kim.
Theo bộ chính sử Nihon Shoki, khi Thiên hoàng Ninken băng hà vào năm 498, Heguri no Matori thừa cơ triều đình rối ren bèn tiếm quyền và cố gắng thiết lập triều đại của riêng mình. Ông cư xử trịch thượng với người thừa kế của Ninken là Thái tử Wohatsuse Wakasazaki, tiếp quản cả cung điện được xây cất dành cho Wakasazaki và còn bác bỏ cả lời cầu xin ngựa của vị hoàng thân này nữa. Hoàng thân muốn thành hôn với người phụ nữ mà mình yêu thương tên Kagehime. Con trai của Matori là Heguri no Shibi đã bí mật hứa hôn với Kagehime nhưng chưa kịp tiến hành thì bị Wakasazaki phát hiện và giết chết. Quá căm tức, Wakasazaki bèn hợp tác với Ōtomo no Kanamura đem toàn quân dẹp tan cuộc dấy loạn mới chớm nở của Heguri no Matori. Matori thấy đại thế đã mất liền tự sát và một phần gia tộc Heguri bị diệt vong. Wakasazaki chính thức lên ngôi vua tức là Thiên hoàng Buretsu.